# Vrut

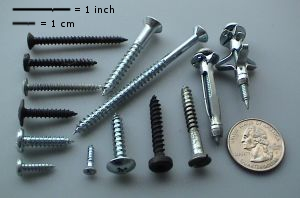
Několik různých vrutů (vpravo vruty ve hmoždince)

Vrut je druh samořezného šroubu, určený k vytváření rozebíratelných spojů především měkkých materiálů (dřevo, plast, sádrokarton, fragmenty kostí ...).

## Úvod
Na rozdíl od šroubu si při montáži vrut sám vyřezává, či spíše vytlačuje, závit v materiálu působením tlaku při otáčení. Vrut využívá pružnosti a třecího koeficientu materiálu, do něhož je zavrtán, takže obvykle není třeba jeho další zajištění. Vzhledem k jednoduchosti použití a pevnosti spoje (zvláště v tahu je spoj mnohonásobně pevnější než spoj pomocí hřebíku) je široce užíván. Například na železnici nahradily velké vruty (tzv. vrtule) dříve používané hřeby již koncem 19. století.
Časté je také použití vrutu společně s hmoždinkou, které umožňuje připevňovat věci k pevným nepružným materiálům, jako je cihelné zdivo nebo beton.

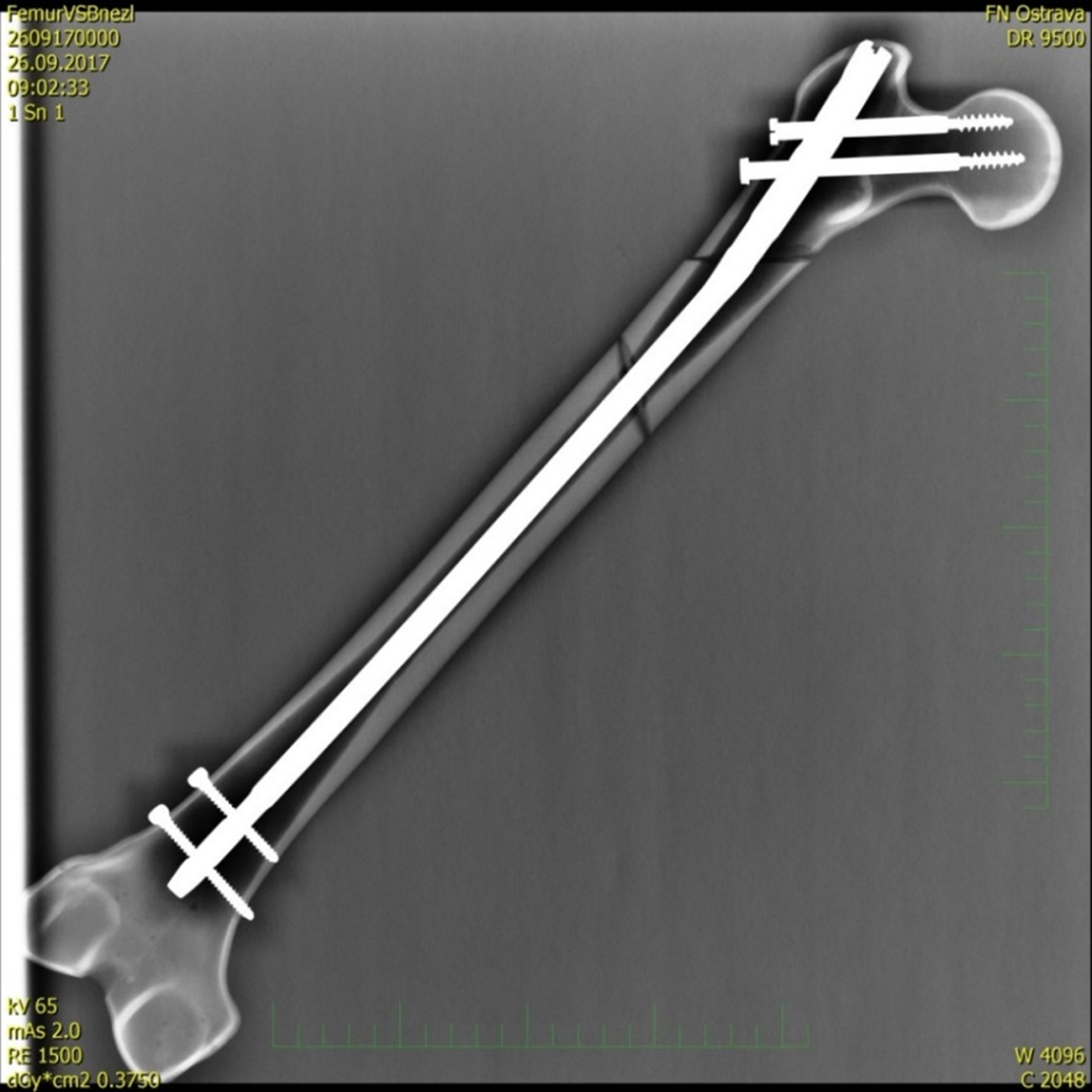
RTG snímek - Použití čtyř vrutů (lékařsky nazývaných šrouby) při výzkumu vnitřní fixace (hřebování) zlomenin na uměle vytvořeném lidském femuru.

Další významná aplikace vrutů je v lékařství. Především v traumatologii a ortopedii při léčbě komplikovaných zlomenin kostí člověka nebo zvířat. Vrut (lékaři běžně nesprávně nazýván jako šroub) je zde používán jako implantát v kosti.

## Druhy vrutů
Vrut tvoří tyto části:
Hlava,
Dřík se závitem,
Zakončení vrutu (závitu).

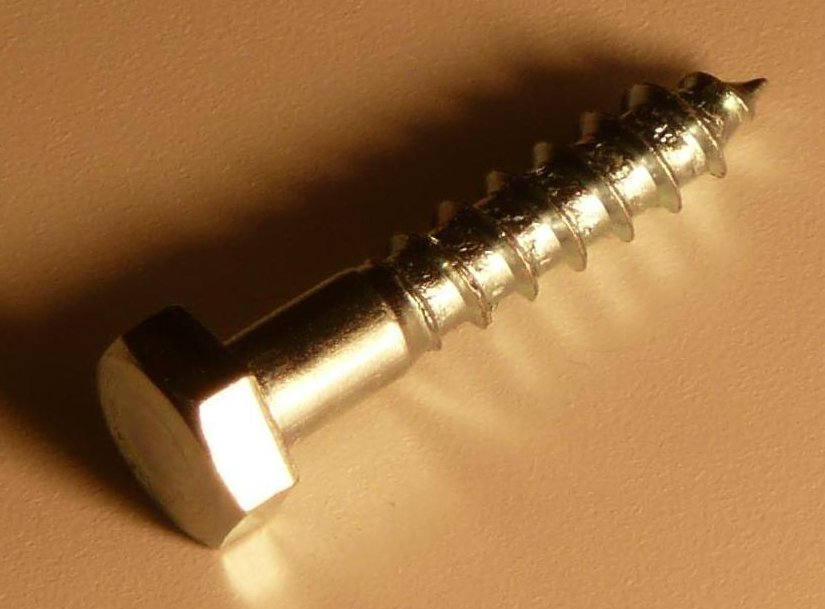
Vrut se šestihrannou hlavou a částečný závitem

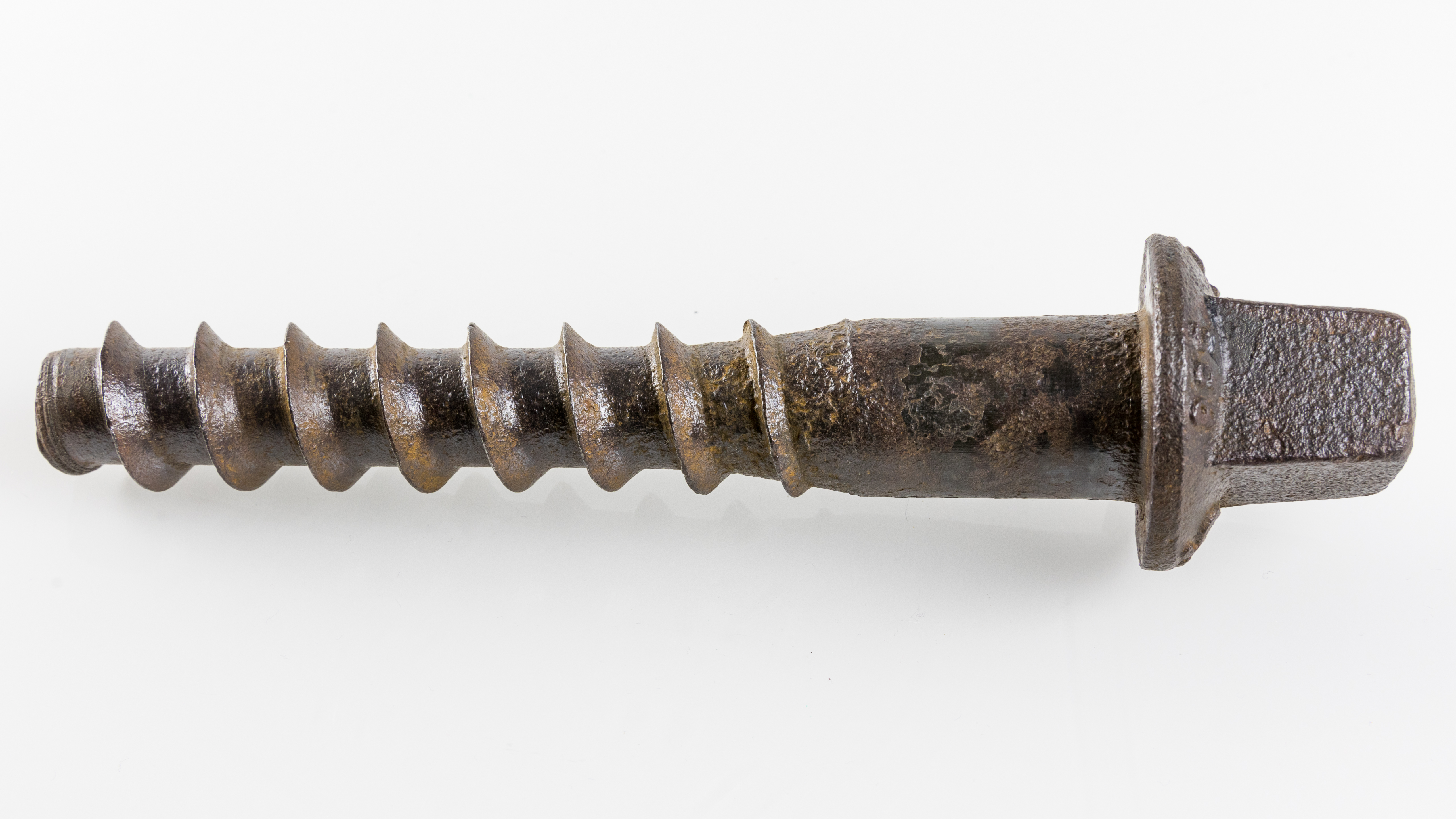
Vrtule
Vrut k upevnění kolejnicové podkladnice

Druhy hlav vrutů a některé pohony (drážky)

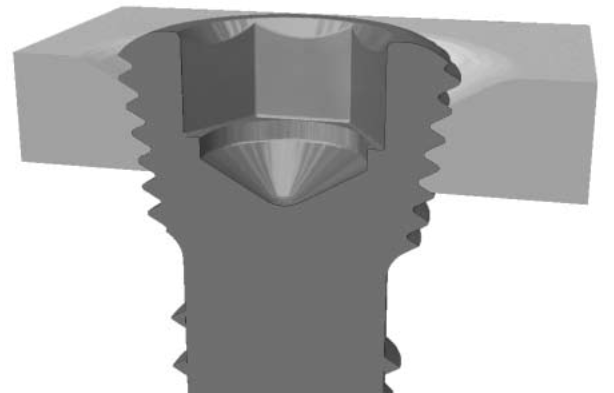
Uzamykatelný vrut (lékařsky nazývaný šroub) v úhlově stabilní dlaze pro osteosyntézu při vnitřní fixaci zlomenin. [https://link.springer.com/article/10.1007/s40846-017-0279-4 Blíže

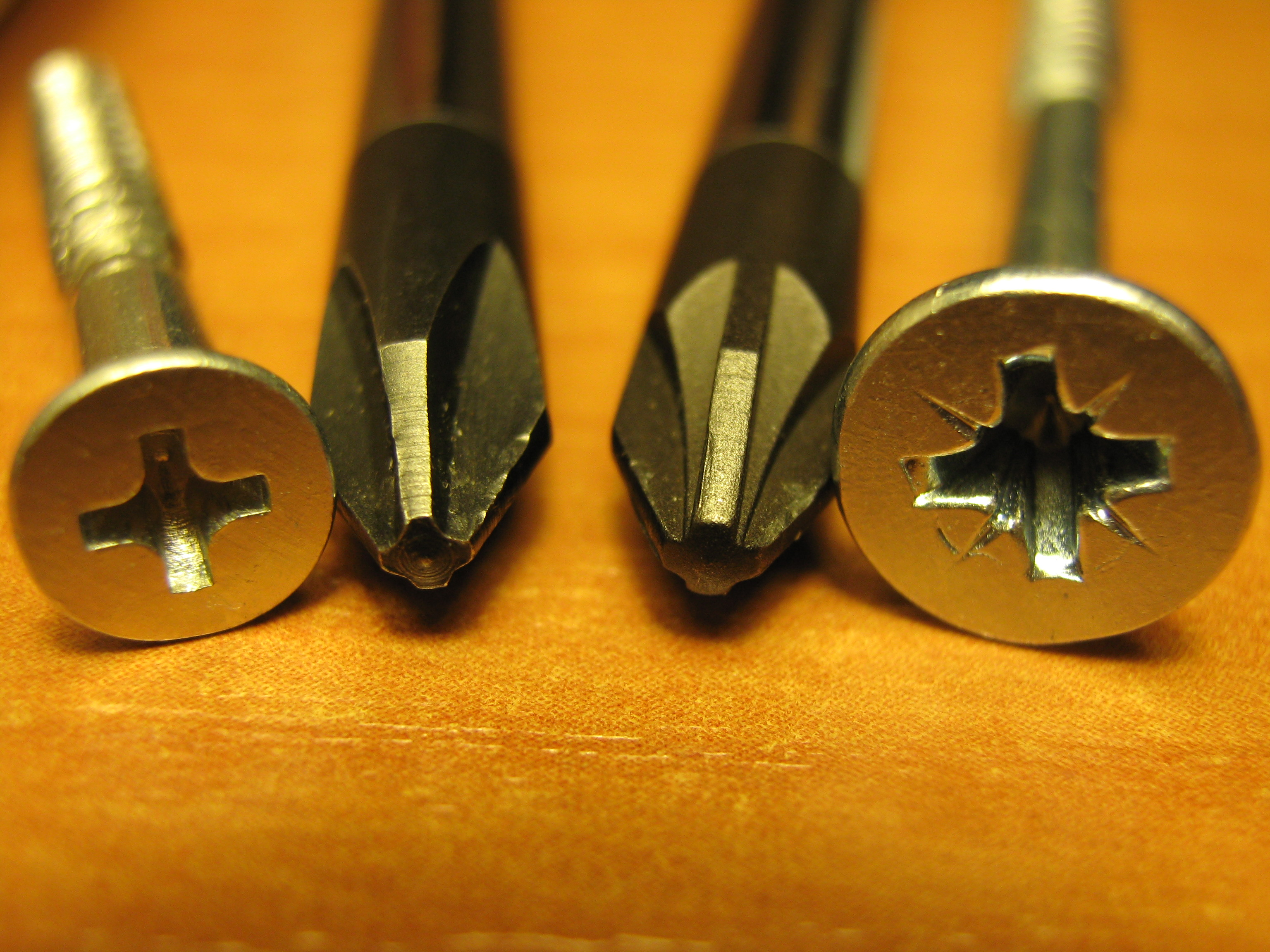
Křížová drážka Philips (vlevo) a Pozidriv s hroty odpovídajících křížových šroubováků

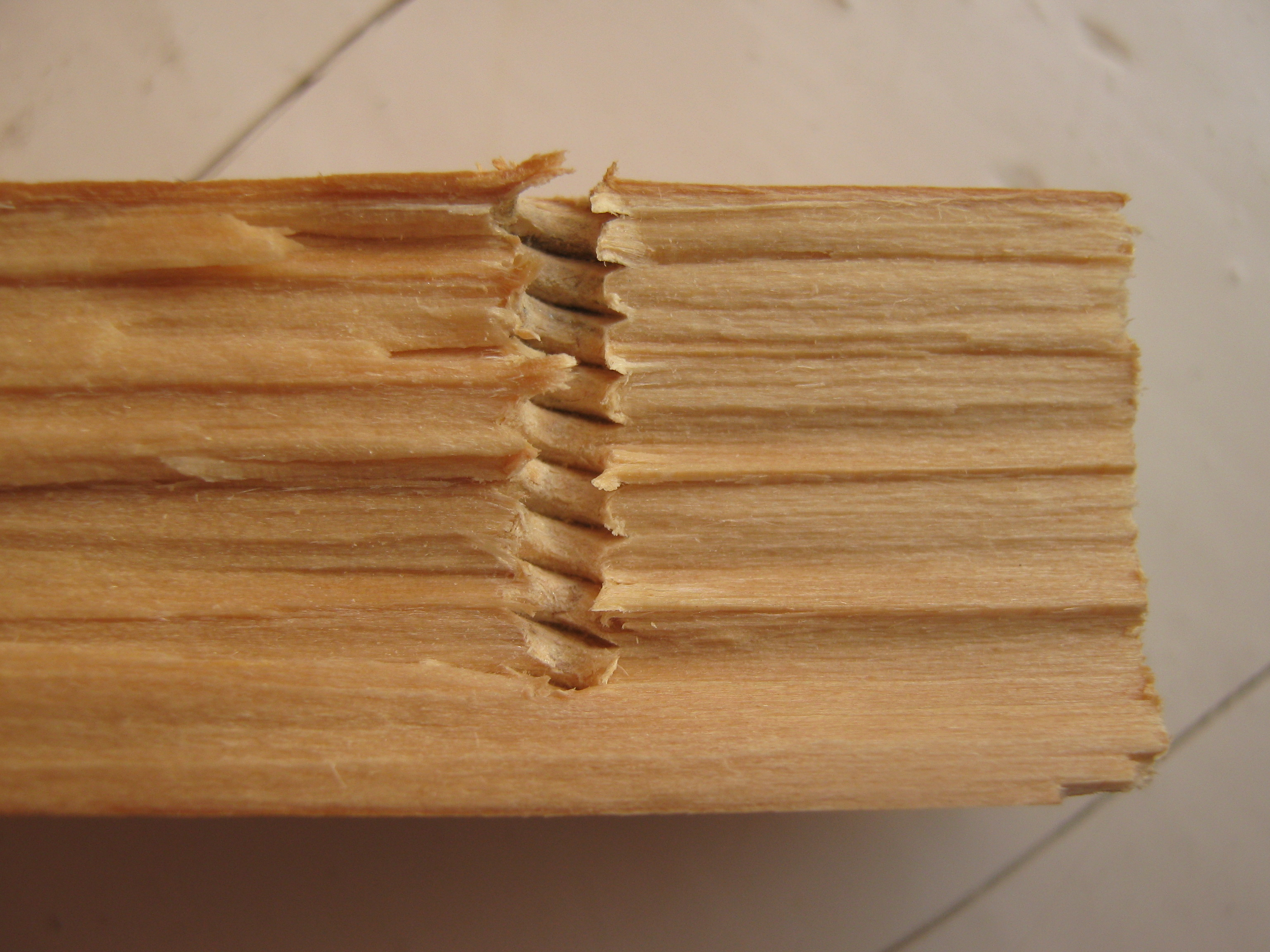
Závit vytvořený vrutem ve dřevě

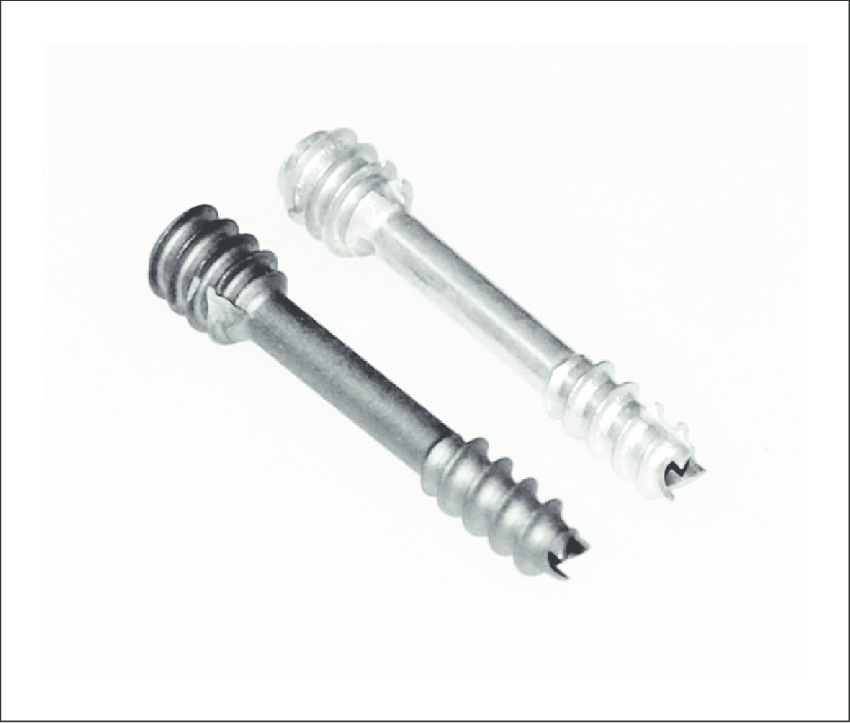
Kanylovaný vrut (lekařský kostní kompresní šroub se dvěma závity s rozdílným stoupáním)

Vruty jsou stejně jako hřebíky označovány dvojicí čísel, (např. 4/40), kde první číslo znamená průměr dříku vrutu a druhé číslo znamená délku vrutu (obě veličiny udávány v milimetrech). K tomuto základnímu údaji se připojují upřesňující označení typu hlavy, délky závitu, materiálu atp.

### Hlava
Hranaté hlavy
- Šestihranná hlava umožňuje použít k zašroubování vrutu montážní klíč, kterým lze vyvodit větší krouticí moment při otáčení vrutem. Vruty se šestihrannou hlavou se také označují jako podstavcové vruty.
- Čtyřhranná hlava byla užívána zejména na začátku minulého století. Dnes jsou čtyřhrannou hlavou opatřeny vrtule, kterými se připevňují podkladnice k železničním pražcům.

Hlavy s pohonem (drážkou)
Tyto hlavy jsou kruhového průřezu. Aby bylo možné vruty při zašroubovávání otáčet, musí být opatřeny tzv. pohonem.  Termín pohon je nahrazován termínem drážka, třebaže u některých pohonů, (např. pro inbusové klíče), se vlastně o drážky nejedná.
- Válcová hlava (a) bývá často opatřena průběžnou drážkou (g). Vruty s válcovou hlavou a pohonem pro šestihranný inbusový klíč (j) se často používají při montážích nábytku. Při tom bývá válcová hlava vrutu zapuštěna, čehož se dosáhne tím, že na výšku hlavy je ve spojovaném prvku vyvrtán širší otvor, ve kterém se hlava skryje.
- Čočkovitá hlava nezápustná vystupuje nad rovinu spojovaného prvku. Hlava vrutu může být chápána jako jistý "okrasný" prvek. Dnes je nejčastěji opatřena křížovou drážkou (h) typu Phillips (PH) nebo Pozidriv(PZ).
- Půlkulatá hlava (e) rovněž vystupuje nad rovinu spojovaného prvku. Tyto vruty se často používají pro spoje v kombinaci s ocelovými deskami, protože dobře odolávají odtržení hlavy nebo jejímu protažení otvorem desky při osovém zatížení vrutů ve spoji. Pod půlkulatou hlavu vrutu se pro zajištění pevnosti spoje vkládá kruhová podložka. Vyrábí se rovněž stavební vruty s plochou čočkovitou hlavou, s vlisovanou (tzv. "talířovou") podložkou a hvězdicovitým pohonem Torx. (Typy T, TX)
- Zápustná hlava zajišťuje zašroubování celého vrutu až do roviny připojovaného prvku. To umožňuje případné přetmelení hlavy osazeného vrutu. Po přebroušení zatmelených míst se povrch a vzhled připojovaného prvku sjednotí nátěrem. Takto se postupuje při montáži sádrokartonových stropů a příček. Aby mohly být vruty se zápustnou hlavou dostatečně hluboko zašroubovány a nevyčnívaly, musí se, (zejména u tvrdších dřev), pro jejich kuželovou hlavu vytvořit odpovídající zahloubení správně zvoleným záhlubníkem. Aby bylo možné u vrutů zašroubovávaných bez předvrtání díry operaci zahloubení vypustit a osadit celý vrut naráz, vyrábí se hlavy s frézovacími drážkami na kuželi. Při dotahování vrutu vytvoří drážky automaticky potřebné místo pro hlavu vrutu. V současné době jsou zápustné hlavy vrutů opatřovány ponejvíce křížovou drážkou. (PH, PZ)
- Zápustná uzamykatelná hlava. Oproti výše uvedené zápustné hlavě vrutu, má zápustná uzamykatelná hlava také samořezný kuželový závit, kterým se vrut upevní (uzamkne - zašroubuje v materiálu). Zajištění vrutového spoje je pak pevnější, spoj je tužší a obtížněji rozebíratelný. Významné použití je ve chirurgických oborech, např. při zajištění implantátů při osteosyntéze zlomenin lidí a zvířat. Blíže
- Čočkovitá zápustná hlava neumožňuje úplné zapuštění hlavy vrutu a ta zůstává stále viditelná.
- Cylindrická hlava. Takto je označována válcová hlava s úzkým a tenkým lemem kolem vrchu hlavy. Nejčastěji bývá opatřena inbusovým pohonem a tak její tvar opravdu připomíná klobouk "cylindr". Hlava se zapouští až po spodní okraj lemu.

Vruty bez hlavy
- Vruty bez hlavy (f) mají na dříku dva závity. Jeden, který slouží k zašroubování do dřeva a druhý závit (obvykle metrický) poslouží k přichycení spojovaného prvku pomocí matice. Aby bylo možné tento typ vrutu zašroubovat, je dřík opatřen inbusovým pohonem.

Dalším typem pohonu (drážky) používaných u vrutů je
- čtvercový (Robertson), což je předchůdce všech "dutinových" pohonů. Dosud se užívá v USA, kde byl poprvé použit.

#### Dřík se závitem
Samotný dřík vrutu může mít:
- plný průřez
- kanylovaný průřez, tj. průřez z otvorem. Často používáný u lékařských kostních šroubů (správně vrutů) a to pro vedení vrutu např. po Kirchcnerově drátu.

Dřík vrutu může mít závit:
- celý (plný) závit. Závit začíná na špici vrutu a končí až pod jeho hlavou.
- částečný závit. Závit neprobíhá po celé délce vrutu a část dříku zůstává hladká, bez závitu. Část dříku se závitem se může kónicky zužovat až k ostré špici.
- částečný závit s frézujícím závitem. Krátký frézující závit je vložen mezi závit a hladký dřík. Frézující závit snižuje tření na hladké části dříku a usnadňuje dokonale utažení vrutu.
- dva závity
  - Kombinace vrutového závitu se závitem umožňujícím našroubování matice. (Viz výše uvedené Vruty bez hlavy)
  - Dva různé závity pro zašroubování do dřeva. Na špici začíná jeden závit, uprostřed vrutu je hladký dřík a pak začíná druhý závit (odlišné velikosti a stoupání), který končí pod válcovou hlavu vrutu. Tyto velmi dlouhé vruty se používají při spojích dřevěných trámků, které jsou spojovány šikmo zašroubovanými vrty. Spoj není zajišťován pouze hlavou vrutu, ale především druhým závitem ve spojovaném trámku.

Závity

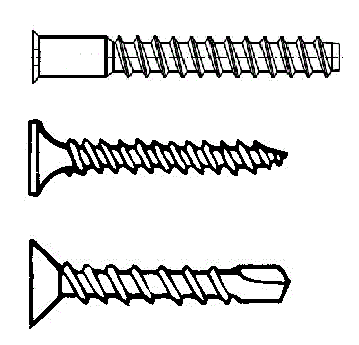
Zakončení vrutů (s plným závitem)
1. Tupý konec – (Vrut s cylindrickou hlavou pro spojení dřevotřísek tzv. konfirmát)
2. Ostrá špička
3. Špička opatřená vrtákem

Pro vruty se používají pravotočivé závity s vysokým stoupáním, zaručujícím rychlost zašroubování v měkkých materiálech. Výška stoupání, (jemnost závitu), se volí podle druhů spojovaných materiálů. Proto např. vruty určené pro spojení sádrokartonových desek s plechovou kostrou mají jemnější závit, než stejné vruty určené pro montáž desek na dřevěnou kostru. Zvláště hrubými závity jsou opatřeny vruty určené pro spoje do dřevotřískových desek, které jsou mimořádně měkké a běžné vruty v nich nedrží. Závity mohou být jednochodné nebo dvouchodné. Dvouchodné závity snižují odpor spojovaných materiálů.

### Zakončení vrutu
- Jednoduchá špička je zakončení u většiny vrutů. Ostrost a jemnost špičky závisí na materiálu vrutu. Mimořádně ostrou špici mají vruty pro sádrokarton, vyráběné z oceli TN-D podle DIN 18182.
- Tupý konec mají vruty, které se musí vždy osazovat do předvrtané díry přesné hloubky. (Např. vruty osazované do dřevotřísky.)
- Samovrtná špička umožní osazení vrutu bez nutného předvrtávání otvoru. Zpravidla také brání rozštípnutí materiálu. Samovrtná špička může být:
  - jednoduchá se závitem, který běží až na konec špice
  - s vrtáčkem, na který navazuje závit
  - s vrtáčkem a křidélky . Samovrtné vruty s křidélky jsou vhodné pro spojení dřevo-kov. Křidélka na konci vrtáčku slouží k vyfrézování větší díry v dřevěné desce pro hladký průchod vrutu. Při průchodu vrtáčku kovovým podkladem se křidélka odlomí.

## Materiál vrutů
Vruty ocelové
jsou vhodné především do vnitřního prostředí. Ocelové vruty mohou být
- neupravované
- fosfátované (např. vruty pro sádrokarton)
- pozinkované (bílé, žluté)
- se speciální povrchovou úpravou

Vruty z martenzitické nerezové oceli třídy C
jsou vhodné pro vnitřní i vnější prostředí. Jejich výhodou je odolnost vůči kyselinám a solím.
Vruty z austenitické nerezové oceli
přenesou nižší krouticí moment než vruty z výše uvedených materiálů. Častěji se tyto vruty "ukroutí", proto se doporučuje používat je pouze s předvrtáním.
- Materiál A2 má nižší odolnost vůči kyselinám a solím.
- Materiál A4 odolává kyselinám, proto je vhodný pro dřeva s vysokým obsahem tříslovin (dub, akát).
- Materiál A5 se musí použít v prostředí s obsahem chlóru, (bazény), nebo čpavku.

Vruty z mosazi
Jejich drážky se snáze poškodí nevhodným šroubovákem při šroubování. Podléhají však méně korozi a proto jsou ze spojů dobře demontovatelné i po mnoha letech.

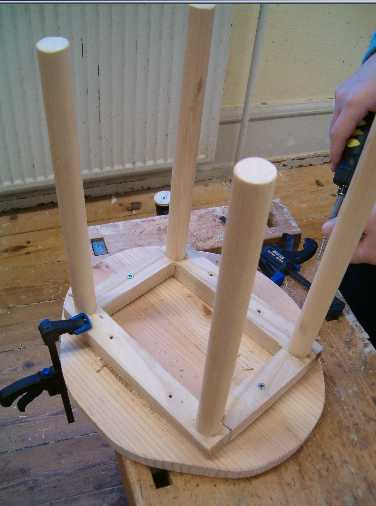
Připevňování dřevěného sedáku k rámu pomocí zápustných vrutů s křížovou drážkou

## Vrutové spoje
Spojování pomocí vrutů vytváří rozebíratelný spoj, který je odolnější proti vytržení než spoj hřebíkový. Při práci s vruty používáme vhodný šroubovák nebo klíč, podle velikosti hranaté hlavy nebo velikosti pohonu (drážky) na hlavě vrutu. Při nevhodné velikosti šroubováku se drážka poškozuje, nesprávnými inbusovými klíči (bity) se poškozují hrany pohonů. Ke zmenšení potřebného krouticího momentu se špička závitu může před šroubováním potřít mýdlem, případně tukem. Zarážení vrutu kladivem výrazně sníží jeho únosnost zejména při namáhání na vytažení.
Dnes se stále více používají ruční elektrické šroubováky, nebo ruční elektrické vrtačky s pomalým během.

### Předvrtávání
U vrutů s průměrem hladkého dříku d ≤ 6 mm se ve dřevě jehličnanů nevyžaduje předvrtání.

U všech vrutů ve dřevě listnatých dřevin a u vrutů s průměrem d > 6 mm ve dřevě jehličnatých dřevin by měl být předvrtán vodicí otvor podle těchto zásad:
- Vodicí otvor pro vrut s částečným závitem má mít stejný průměr jako dřík a stejnou hloubku, jako je délka hladké části.
- Vodicí otvor pro část opatřenou závitem má mít průměr asi 70 % průměru dříku d.
- Vodicí otvor pro vrut se zápustnou hlavou musí být pro dobré dotažení hlavy dostatečně zahlouben záhlubníkem, frézou, nebo hrotem vrtáku odpovídajícího průměru.

Používání samovrtných vrutů se řídí předpisy výrobce.

### Konstrukční zásady
Rozměry a vrutů
V nosných spojích s vruty musí být splněny minimální požadavky prEN 14592.
- Vruty používané pro nosné spoje musí mít vnější průměr závitu d1 nejméně 2,4 mm a nejvíce 24 mm.
- Vnitřní průměr závitu (d2) nesmí být menší než 60 % a větší než 90 % vnějšího průměru závitu (d1).
- Vruty s částečným závitem musí závitovou část dlouhou nejméně 6 d (tj. delší než 6 průměrů hladkého dříku).

Spoje s vruty jsou převážně jednostřižné. Vruty mají při namáhání na střih zpravidla menší únosnost než hřebíky nebo kolíky stejného průměru d, protože vrut je v závitové části oslaben (podle hloubky vnitřního závitu d2). Spoje s vruty, jejichž průměr d < 8 mm, je možné navrhovat a počítat jako hřebíkové spoje.